# Mediahuis Ireland
Mediahuis Ireland (в минулому Independent News and Media або INM) — медіакомпанія, що базується в Дубліні, з інтересами в 22-х країнах на 4-х континентах. Mediahuis Ireland є дочірньою компанією Mediahuis.

## Історія
Заснована 1904 року Вільямом Мартіном Мерфі, видавцем Irish Independent, до 1999 року мала назву Independent Newspapers Limited. 1973 року компанію викупив колишній регбіст Тоні О'Рейлі.
У 2019 році з'явилася інформація про те, що ІНМ виставлено на продаж. Згідно з повідомленнями, серед претендентів є Schibsted, Sanoma Media та приватна інвестиційна компанія.
30 липня 2019 року було отримано дозвіл суду на угоду. Торгівля акціями INM на Euronext Dublin та Лондонській фондовій біржі була призупинена, а анулювання акцій набуло чинності 1 серпня. Після цього INM була перереєстрована як приватна компанія з обмеженою відповідальністю. Процес викупу всіх акцій INM у близько 7 000 акціонерів тривав до кінця серпня 2019 року.

## Компанія нині
ННМ володіє більш ніж 200 газетами, 130 радіостанціями, 100 комерційними сайтами, багатьма щитами зовнішньої реклами.

## Відома продукція

### Друкована
Ірландія:
- Irish Independent
- Evening Herald
- Sunday Independent
- Sunday World
- Irish Daily Star

Велика Британія:
- The Independent
- Independent on Sunday
- Belfast Telegraph group:
  - Belfast Telegraph
  - Ireland’s Saturday Night
  - Sunday Life
  - Ads for Free

ПАР:
- Sunday Independent
- The Star
- Pretoria News
- Daily Voice
- Cape Times
- Cape Argus
- Weekend Argus
- The Mercury
- Post
- Isolezwe
- Daily Tribune
- Sunday Tribune
- Independent on Saturday

Австралія і Нова Зеландія:
- APN News & Media:
  - New Zealand Herald
  - The Sunshine Coast Daily

Індія:
- Dainik Jagran (20 %)